# 马澄清
马澄清（1975年11月15日—），广西南宁人，中国退役女子篮球运动员，曾随中国国家队参加1996年夏季奥林匹克运动会女子篮球比赛，最终获得第九名。

## 家庭
- 儿子：郇斯楠，2007年出生，场上司职前锋、中锋。2023年，郇斯楠通过蔡崇信基金计划就读于美国佛罗里达州米尔高中